# Halbautomatische Indexierung
Bei der halbautomatischen Indexierung (auch computergestützte/computerunterstützte oder semiautomatische Indexierung) werden bei der Indexierung von Dokumenten mit Hilfe automatischer Verfahren Deskriptoren vorgeschlagen und manuell ausgewählt. Die vorgeschlagenen Deskriptoren können beispielsweise aus einem kontrollierten Vokabular oder den Metadaten des Dokumentes stammen oder mit Hilfe von Verfahren der Computerlinguistik aus dem zu beschreibenden Dokument extrahiert worden sein. Beim Social Tagging werden dem Nutzer häufig Deskriptoren vorgeschlagen, die bereits für das gleiche Dokument oder vom gleichen Nutzer verwendet wurden. Diese Rückkopplung erhöht die Indexierungskonsistenz und fördert die Bildung einer Folksonomy.

## Belege und Literatur
1. ↑  Frederick Wilfrid Lancaster: Indexing and Abstracting in Theory and Practice. 1991, Seite 228f.
2. ↑  Jakob Voß: Tagging, Folksonomy & Co - Renaissance of Manual Indexing?. Proceedings of the 10th International Symposium for Information Science, Köln, 2007